# Filosofisk rådgivning
Filosofisk rådgivning (eng. philosophical counselling), også kaldet filosofisk praksis eller filosofisk samtale, er en intellektuel samtale, hvor en uddannet filosof søger at hjælpe en gæst med at leve sit liv ud fra en afklaring af værdier og overbevisninger. Samtalen fokuserer især på gæstens tænkning og de antagelser, der ligger bag.

## Hovedtræk
Filosofisk rådgivning er en form for personlig rådgivning, hvor en gæst søger hjælp og vejledning fra en filosofisk rådgiver for at udforske eksistentielle spørgsmål, livsudfordringer og personlige værdier. I stedet for at fokusere på psykologiske eller terapeutiske tilgange, tager filosofisk rådgivning udgangspunkt i filosofiske koncepter og idéer for at hjælpe enkeltpersoner med at forstå og tackle deres problemer.

## Emneområde
Filosofisk rådgivning er en løs filosofisk samtaleform, der er baseret en særlig fortolkning af den sokratiske dialog. Tilgangen blev grundlagt af Gerd Achenbach i Tyskland i 1980’erne . Formålet er at hjælpe gæsten gennem spørgsmål til at reflektere over sin tilværelse. Tilgangen er ikke rettet mod håndtering af psykiske problemer og lidelser men mod intellektuel undren med henblik på afklaring af værdier og verdensbillede. Der lægges således stor vægt på intellektuel dialog og refleksion, der kan få gæsten til at se nye veje.

## Afgrænsning
Efter som den filosofiske rådgivning især handler om tænkning, adskiller den sig især fra psykoterapi, der drejer sig om menneskets psykiske liv og er terapeutisk. Herunder er filosofiske rådgivning ikke det samme som kognitiv terapi, da den ikke blot handler om tænkning som en kognitiv mental proces, men derimod om antagelser og overbevisninger i gæstens verdensbillede. Da den filosofiske rådgivning er en reflekterende og intellektuel samtale, adskiller den sig desuden fra eksistentiel terapi, der er en af de psykoterapeutiske hovedretninger og snarere drejer sig om hele mennesket med krop, følelser og sociale relationer.
Idet den filosofiske rådgivning lægger vægt på den praktiske samtale, er den desuden forskellig fra traditionel akademisk fagfilosofi, der betoner en rent teoretisk tilgang til filosofi. Filosofisk rådgivning er dermed tæt beslægtet med andre former for moderne anvendt filosofi, som filosofisk vejledning, og sommetider anvendes de to betegnelser synonymt med hinanden. Filosofisk vejledning er en form for vejledning, der har pædagogisk fokus på at hjælpe vejledningssøgende til at træffe reflekterede valg omkring liv, uddannelse eller karriere. Filosofisk rådgivning er desuden tæt beslægtet med filosofisk ledelse. Filosofisk ledelse er en form for ledelse, der især har fokus på værdier og etik i lederskab. Endelig er filosofisk rådgivning beslægtet med protreptik, som er en filosofisk samtaleform, der ser på fremme af klarhed om egne værdier. Mens den filosofiske rådgivning stammer fra den sokratiske dialog, stammer prortreptik især fra Aristoteles’ praktiske filosofi.

## Anvendelse
Filosofisk rådgivning kan både anvendes i individuelle vejledningssamtaler, i gruppearbejde, i undervisning og i organisation og sundhedsvæsen.

## Særlige tilgange
Det er vigtigt at understrege, at filosofisk rådgivning ikke er bundet til en bestemt skole eller tilgang, og mange rådgivere integrerer elementer fra forskellige filosofiske retninger afhængigt af gæstens behov.

### Feministisk tilgang
Vaughana Feary har stået bag en særlig feministisk tilgang til den filosofiske rådgivning. Her betones det, at rådgivningen må være feministisk for at være brugbar for kvinder. Der lægges især vægt på dyder.

## Danmark
I Danmark findes blandt andet Dansk Selskab for Filosofisk praksis. Finn Hansen udgav bøgerne Den sokratiske dialoggruppe og Det filosofiske liv. Jeanette Bresson Ladegaard Knox har redigeret bogen “Filosofisk praksis i sundhedsarbejde”. Desuden har Asger Sørensen skrevet bøger og artikler om emnet.

## Kritik
Nogle kritikere mener, at filosofisk rådgivning mangler professionalisme og ikke har de samme professionelle og etiske standarter som psykoterapi. Filosofisk rådgivning betragtes af nogle som mere velegnet til livsfilosofiske spørgsmål end til behandling af psykiske lidelser. Kritikken hævder, at filosofiske rådgivere ikke er tilstrækkeligt udstyret til at håndtere komplekse psykologiske udfordringer. I Danmark har professor Finn Thorbjørn Hansen imidlertid fremhævet, at filosofisk rådgivning har til formål at blive anvendt som intellektuel undren over tilværelsen og ikke som terapi for psykiske problemer. Efter som filosofisk rådgivning har et helt andet fokus end terapi og psykologisk rådgivning, kan kritikken derfor ikke siges at være begrundet.